# زیاد ذوق‌زده نشو
زیاد ذوق‌زده نشو یا هیجانت را کنترل کن (Curb Your Enthusiasm) یک سریال کمدی آمریکایی محصول شبکه اچ‌بی‌او است که در آن لری دیوید، نویسنده و تدوین‌کننده سریال کمدی معروف ساینفلد، در نقش خودش بازی می‌کند.
این سریال چندین بار نامزد و یک بار برنده جایزه امی شده و یک جایزه گلدن گلوب نیز دریافت کرده‌است.
این سریال پس از 12 فصل به پايان رسيد.

## سبک
سبک این سریال به حالتی است که به گونه‌ای فیلم مستند از زندگی روزمره لری دیوید شباهت دارد.

برای بازیگران این سریال دیالوگ‌های ازپیش‌آماده تهیه نشده و چارچوب موضوع به آن‌ها داده می‌شود تا خود در آن چارچوب بداهه‌گویی کنند. تمامی صحنه‌ها نیز با دوربین دستی فیلم‌برداری می‌شود.

## فصل‌ها
- فصل ۱: (۲۰۰۰): داستان‌ها خط مشخصی را دنبال نمی‌کنند.
- فصل ۲: (۲۰۰۱): لری دیوید دو دوست خود را تشویق می‌کند تا در یک سریال جدید بازی کنند.
- فصل ۳: (۲۰۰۲): لری سعی می‌کند با چند سرمایه‌گذار دیگر رستوران باز کند.
- فصل ۴: (۲۰۰۴): لری به همراه مل بروکس، بن استیلر و دیوید شویمر در یک شوی برادوی به نام «تولیدکننده‌ها» بازی می‌کند.
- فصل ۵: (۲۰۰۵): ریچارد لوئیس، دوست لری، به کلیه نیاز دارد و لری سعی می‌کند کلیه اش را به او اهدا کند. هم‌چنین شک پیدا شده که شاید والدین لری او را به فرزندخواندگی آورده‌بوده‌اند.
- فصل ۶: (۲۰۰۷): لری و همسرش شریل، خانواده‌ای را که قربانی یک حادثه طبیعی‌اند در خانه خود جا می‌دهند.
- فصل ۷: (۲۰۰۹): بازیکنان ساینفلد و «زیاد ذوق‌زده نشو» گرد هم می‌آیند.
- فصل ۸: لری به نیویورک سفر می‌کند.
- فصل ۹:نمایش کمدی فتوا
- فصل ۱۰:لری مغازه لج بازی افتتاح می‌کند به نام لاته لری.
- فصل ۱۱: لری قصد ساخت سریالی در مورد نوجوانی خودش دارد که به خاطر مرگ سارق خانه اش در استخر به دردسر می‌افتد.